# Unschärfe
Die Unschärfe ist eine Form der Ungenauigkeit, Unbestimmtheit oder Ungewissheit bei der Abbildung bzw. Wiedergabe eines Objekts oder Sachverhalts. Unschärfe ist nicht zwangsläufig ein Fehler, beim Weichzeichnen ist sie beispielsweise erwünscht, in der Quantenmechanik ist sie prinzipieller Natur und daher unvermeidbar.

## Grundlagen
Schärfe (als Gegenteil von Unschärfe) definiert sich als saubere Unterscheidbarkeit von Details (bei der Wiedergabe eines Abbildes oder Sachverhaltes). Unschärfe ist der Mangel von Unterscheidungsmerkmalen zwischen Original und Bild und definiert sich als eine Ungenauigkeit eines Objekts oder Sachverhalts – immer in Abhängigkeit vom Kontext der Betrachtung. Dieser Maßstab – also der Kontext – bestimmt eine Wahrnehmung als „unscharf“.

Abhängig vom Bewertungsmaßstab wird das linke Foto (enthält weniger Kontrast) oder das rechte Foto (enthält weniger Details) als unschärfer empfunden.

- Beispiel für Unschärfe in der Abbildung:

- Beispiel für Unschärfe in der Wiedergabe eines Sachverhaltes:

Alle Vögel fliegen mit Hilfe ihrer Flügel. Diese Aussage enthält ein bestimmtes Maß an Unschärfe, was sich in verschiedenen Deutungsmöglichkeiten ausdrückt:
1. Beispiel: Alle Vögel können fliegen, denn sie haben Flügel. Diese Aussage wäre falsch.
2. Beispiel: Wenn Vögel fliegen, fliegen sie mit Hilfe ihrer Flügel. Diese Aussage ist kontextabhängig.

## Fotografie
Für die Schärfe einer optischen Abbildung bzw. eins Bildes kann die Kantenschärfe als Maß dienen. Damit wird ein spezielles Kriterium bezeichnet, das sich an Kanten beobachten lässt. Vereinfacht gesagt: Je abrupter an einer Kante der Übergang von Dunkel zu Hell ist, desto schärfer ist die Abbildung. Trägt man die Bildhelligkeit über dem Ort auf, entlang einer Linie senkrecht zur Kante, dann ist die Kantenschärfe umso größer, je steiler die Helligkeitskurve beim Übergang vom dunklen zum hellen Bereich ansteigt. Der genaue Verlauf dieser Kurve bestimmt sowohl das Auflösungsvermögen als auch den Mikrokontrast.
Der Begriff der Unschärfe wird in der Fotografie oft selbst etwas unscharf gebraucht: es kann das Auflösungsvermögen oder die Brillanz damit gemeint sein. Hohe Auflösung bedeutet, dass viele Details im Bild wiedergegeben werden. Hohe Brillanz bedeutet, dass der Helligkeitsunterschied zwischen benachbarten Flächen im Bild, d. h. der Kontrast, groß ist; die Details werden dadurch deutlicher wiedergegeben. Ein Bild mit niedriger Brillanz (wie das linke der obigen Beispielbilder) wird zuweilen als unscharf empfunden und bezeichnet, obwohl die Auflösung dabei hoch sein kann.
Das als „Schärfen“ bezeichnete Verfahren bei der Bildbearbeitung dient der Erhöhung des Mikrokontrasts, lässt ein Bild also schärfer wirken, ohne dass die Auflösung dadurch größer wird (fehlende Detailinformation kann natürlich nicht nachträglich in das Bild „hineingerechnet“ werden). Unter dem Mikrokontrast versteht man den Helligkeitsunterschied, der unmittelbar an einer Kante auftritt, d. h. den Helligkeitssprung an der Kante. Ein geringer Mikrokontrast entsteht dadurch, dass ein Teil des Lichts, das von einem Objektpunkt kommt, nicht auf den Bildpunkt fokussiert, sondern in dessen näherer Umgebung verteilt wird. Bestimmte Abbildungsfehler des Objektivs (vor allem die Sphärische Aberration) können das bewirken. Die Auflösung wird dadurch nicht unbedingt verschlechtert.
Die möglichen Ursachen für Unschärfe in der Fotografie sind:
- Abbildungsfehler des Objektivs (v. A. bei Objektiven geringer Qualität; v. A. bei großer Blende)
- Beugung an der Blendenöffnung bei kleiner Blende
- ungenaue Entfernungseinstellung (Defokussierung)
- Verwacklung (Bewegung der Kamera während der Belichtung)
- Bewegungsunschärfe (Bewegung des Motivs während der Belichtung)
- zu geringe Bildauflösung des Bildsensors bzw. Films
- Luftunruhe (Luftschlieren, engl. seeing)

Die Abbildungsfehler des Objektivs können Auflösung und/oder Mikrokontrast verschlechtern, je nach Art der Fehler. Die übrigen genannten Ursachen vermindern die Auflösung.
Eine scharfe Abbildung entsteht, wenn jeder Punkt des Objekts in einem Punkt auf der Bildebene abgebildet wird. Wenn ein Bildpunkt sich vor oder hinter der Bildebene befindet, entsteht eine unscharfe Abbildung (Defokussierung). Abblenden vergrößert den Schärfentiefebereich. Unschärfe durch unterschiedlichen Verlauf von Randstrahlen und Strahlen, die durch das Zentrum des Objektivs laufen, kann durch Abblenden reduziert werden (Verminderung der Abbildungsfehler). Unschärfe in der Fotografie wirkt teilweise wie eine Begrenzung des Frequenzspektrums der Ortsfrequenzen – das entspricht einem Tiefpass, die hohen Frequenzen werden also weggenommen.
Unschärfe kann auch entstehen durch:
- die Verschmutzung der Linsen des Objektivs
- die Weichzeichnung eines ganzen Bildes oder Bildausschnittes, die künstlerischen Zwecken dient und entweder bei der Aufnahme durch ein spezielles Objektiv oder einen Weichzeichnervorsatz erzeugt wird, oder in der Bildbearbeitung mit einem Filter des Typs Weichzeichnen.
- flaue Bildwiedergabe, d. h. mit zu niedrigem Kontrast; lässt das Bild unschärfer wirken, ohne aber die Auflösung zu mindern

Ein bestimmtes Maß an Unschärfe sind typische Wesensmerkmale von Fotos:
- weiche Verläufe zwischen den Farben
- Farbflächen mit natürlicher Strukturierung
- Verschmelzungen verschiedener Bildelemente (ohne Kanten, die „wie mit der Schere geschnitten“ aussehen).

## Physik
Die „Unschärfe“ eines Messergebnisses aufgrund mangelnden Auflösungsvermögens der Messapparatur wird in Abgrenzung zur Verwendung des Begriffs in der Quantenmechanik üblicherweise als Unsicherheit bezeichnet.

### Signale und Wellen
Eine Welle lässt sich nicht auf einen Ort oder Zeitpunkt festlegen. Wenn beispielsweise eine Wasserwelle genauer vermessen werden soll, so wird die Höhe des Wasserpegels an bestimmten Orten zu unterschiedlichen Zeitpunkten bestimmt. Für eine exakte Beschreibung einer Welle werden unendlich viele Messungen benötigt, in der Praxis lassen sich nur eine endliche Zahl an Messungen vornehmen. Dies führt zu einer Unschärfe bei der Messung von Wellenphänomenen. 

Amplitude eines Signals mit Frequenz als Funktion der Zeit (oben) und als Funktion der Frequenz (unten).

Amplitude eines Rechteckpulses als Funktion der Zeit (oben) und Frequenz (unten).

Eine monochromatische Welle ist eine Welle mit nur einer Frequenz {\displaystyle \omega _{0}}. Die Welle wird durch die Auslenkung {\displaystyle A(x,t)} (zum Beispiel die Höhe des Wasserpegels) als Funktion des Ortes {\displaystyle x} und der Zeit {\displaystyle t} beschrieben. Die Richtung und Geschwindigkeit wird zusätzlich durch den Wellenvektor {\displaystyle k} bestimmt. Die Auslenkung ist eine Consinusfunktion der Form
{\displaystyle A(x,t)=\cos(\omega _{0}t-kx)\,,}
wobei hier der Einfachheit halber die Maßeinheiten so gewählt sind, dass sich eine Amplitude von Eins und eine Phase von Null ergibt. Zu einem festen Zeitpunkt wie {\displaystyle t=0} gibt es keinen Bereich, in dem die Auslenkung für {\displaystyle x\to \pm \infty } konstant Null ist. Dasselbe gilt für {\displaystyle t\to \pm \infty } an einem festen Ort {\displaystyle x=0}, also ein Signal
{\displaystyle A(t)=\cos(\omega _{0}t)\,.}
Durch Fouriertransformation lässt sich das Signal auch in Abhängigkeit von der Frequenz {\displaystyle \omega } beschreiben als
{\displaystyle {\tilde {A}}(\omega )={\frac {\delta (\omega -\omega _{0})+\delta (\omega +\omega _{0})}{2}}\,.}
Die Delta-Distribution {\displaystyle \delta } ist ein unendlich hoher, unendlich schmaler Peak bei {\displaystyle \omega _{0}} mit Flächeninhalt Eins. Die Beschreibung in diesem Frequenzraum besitzt die gleiche Information, wobei zur Vollständigkeit auch jeweiligen Phasen betrachtet werden müssen. Ebenso lässt sich eine Welle durch Fouriertransformation bezüglich {\displaystyle x} im reziproken Raum darstellen. So wie das Signal {\displaystyle A(t)} mit {\displaystyle {\tilde {A}}(\omega )} zusammenhängt, ergibt sich ein Zusammenhang zwischen {\displaystyle A(x)} und {\displaystyle {\tilde {A}}(k)}. {\displaystyle t} und {\displaystyle \omega } bzw. {\displaystyle x} und {\displaystyle k} werden konjugierte oder komplementäre Größen genannt.
Eine zeitlich und räumlich begrenzte Welle ist ein Wellenpaket. Sie lässt sich als Summe monochromatischer Wellen schreiben. Als Faustregel gilt: 
Je breiter bzw. länger ein Signal im Orts- bzw. Zeitraum ist, desto schmaler ist es im reziproken bzw. Frequenzraum. Je kürzer beispielsweise ein Sinuston ist, desto schlechter lässt sich die Tonhöhe einer Frequenz zuordnen.

### Quantenmechanik
In der Quantenmechanik werden zwei messbare Größen (Komplementäre Observablen) als unscharf bezeichnet, wenn diese sich nicht gleichzeitig beliebig genau messen lassen. Das bekannteste Beispiel ist Ort und Impuls eines Teilchens. Hier besagt die heisenbergsche Unschärferelation, dass das Produkt von Ortsunschärfe und Impulsunschärfe nicht kleiner als das halbe plancksche Wirkungsquantum sein kann. Diese Unschärfe ist im Gegensatz zur Unschärfe bei klassischen Wellenphänomenen nicht durch eine endliche Zahl an Messungen bedingt, sondern prinzipieller Natur.

## Logik und Sprachtheorie
Die klassische Logik zeichnet sich durch zwei scharfe Zustände aus: wahr und falsch; die Lebenserfahrung zeigt jedoch, dass diese beiden Wahrheitswerte oftmals nicht genügen. Unscharfe Logiken wie die Fuzzylogik führen dagegen oft zu besseren Ergebnissen – besonders dann, wenn die Vorlagen vage oder ungenau sind.

Auf den Ergebnissen der Logik aufbauende Sprachtheorien, wie z. B. die analytische Philosophie, sind schon seit dem Universalienstreit mit unscharfen Phänomenen konfrontiert. Der logische Positivismus hat versucht, sog. eineindeutige (bijektive) Begriffe zu formulieren, was ihm allerdings höchstens in Teilbereichen der Sprache gelungen ist: Selbst in Fachsprachen lässt sich keine Bijektivität herstellen, und in besonderem Maße ist die Alltagssprache von Unschärfe betroffen.
Unschärfe ist verwandt mit dem Konzept der Mehrdeutigkeit (Ambiguität); der Begriff der Unschärfe bezieht sich jedoch auf den Gegenstand selbst, der dargestellt oder abgebildet werden kann, während sich Mehrdeutigkeit mit der Interpretation des Gegenstands beschäftigt. Da die Phänomene der Unschärfe und der Ambiguität verwandt sind, lassen sich Unschärfen mit ähnlichen Methoden verringern:
- Definitionen: Bestimmte sprachliche Zeichen lassen sich definieren, indem man sie auf einen Gegenstand bezieht (→ Referenz (Linguistik)). Bei vagen Begriffen ist es jedoch schwierig, auf diese Art Eindeutigkeit zu erzielen.
- Bezug auf eine Kernbedeutung: In der Prototypensemantik werden besonders unumstrittene Begriffe als Ausgangspunkt genommen, um dann die anderen vergleichbaren Begriffe innerhalb eines Wortfeldes festzulegen. Besonders bei offenen Wortfeldern erzielt man so eine höhere Eindeutigkeit.
- Kontextualisierung, indem man die Sprache verdichtet (vgl. auch Dichte Beschreibung), d. h., die Punkte einer Beschreibung mit den Punkten anderer Beschreibungen in Beziehung setzt.

Siehe auch: Referentielle Schärfe

## Psychologie
Als unscharf können auch soziale Situationen bezeichnet werden, deren Informationsgehalt verschwommen ist und die in der Wahrnehmung eines Beobachters ein Gefühl der Unbestimmtheit, Unbestimmbarkeit oder Ratlosigkeit hinterlässt, sodass keine eindeutigen oder zufrieden stellenden Verhaltensvarianten als Reaktion wählbar sind. Diese Art von Situation wird als sehr unangenehm interpretiert, da eine Orientierung als schwierig bis unmöglich empfunden wird. Im schlimmsten Fall kann eine große Anzahl solcher Situationen (Erlebnisse) krankmachend sein.
Siehe Schema (Psychologie), Pluralistische Ignoranz (wenn ein Mensch sich in einer mehrdeutigen, schwer einschätzbaren Situation befindet und nicht weiß, was zu tun ist, schaut er sich danach um, was die anderen tun)

## Politikwissenschaft
Souveräne Unschärfe ist ein vom deutschen Politikwissenschaftler Karl-Rudolf Korte geprägter Begriff, der laut Korte die Abkehr von einer pointierten politischen Auseinandersetzung bezeichnet. Inhaltliche Flexibilität und Präsidialstil werden dabei vermehrt als Zeichen von Professionalität wahrgenommen. Gerade der Politikstil von Angela Merkel wird von Korte häufig als Beispiel für souveräne Unschärfe angeführt.